# Digitální mixážní pult

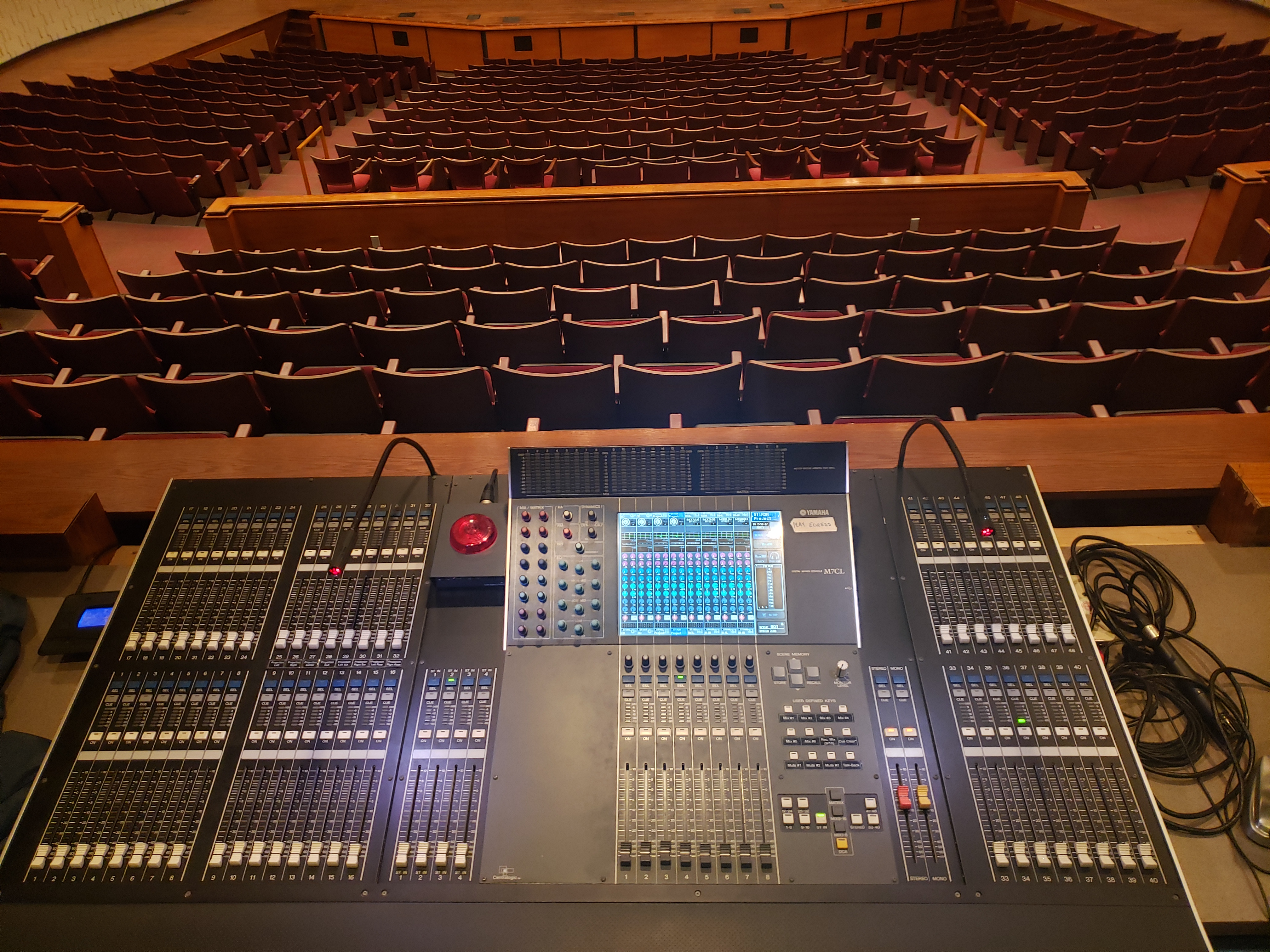
Digitální mixážní pult Yamaha M7CL sloužící k živé produkci.

Digitální mixážní pult je v principu své funkce stejný jako klasický analogový mixážní pult, používají se většinou stejné pojmy se stejným, či velice podobným významem. Proto tento článek předpokládá znalost analogového mixážního pultu a popisuje pouze rozdíly. Základní odlišnosti jsou:
- Digitální zpracování signálu. Zatímco u analogového systému k veškerým úpravám dochází na příslušných elektronických součástkách a obvodech, u digitálního signálu jsou úpravy pouze matematickými algoritmy; na vstupech a výstupech jsou převodníky (A/D, resp. D/A).
- Nesrovnatelně více možností. U analogového mixážního pultu jsou možnosti úprav limitovány velikostí celého zařízení, každý obvod má vyvedené ovládací prvky na horní desku přístroje. U digitálního m.p. jsou možnosti omezené především výpočetním výkonem.
- Odlišné ovládání. U analogového mixážního pultu je typickým princip WYSIWYG (z angl. What You See Is What You Get) - tedy každý ovládací prvek má svou jedinou funkci. U digitálního m.p. je situace zdánlivě složitější, protože menším množstvím ovládacích prvků je možno upravovat různé aspekty podle funkce, jakou uživatel aktuálně vyvolá (jako na počítači).

Digitální mixážní pult je tedy vlastně počítačem s vlastním softwarem a specifickými ovládacími prvky. Z toho vyplývá také fakt, že digitální m.p. různých výrobců se vzájemné liší často i v docela podstatných věcech - obvykle jsou to rutiny a pod.

## Součásti digitálního mixážního pultu
Základním stavebním prvkem je tedy počítač, jehož hlavní funkcí je míchání a distribuce audio signálů (respektive přesněji - jejich digitálních reprezentací).

### Ovládání a zobrazování informací
Historicky prvním a stále nejrozšířenějším typem ovládání digitálního mixážního pultu je soustava tahových a otočných potenciometrů doplněna tlačítky. Takové ovládání evokuje práci s analogovým pultem. Zásadním rozdílem je však rozsah možností úprav příslušného kanálu: zatímco u analogového mixu je nastavení jednoho kanálu úhledně seřazeno ve vertikální linii a to je zopakováno tolikrát, kolika vstupy daný pult disponuje, u digitálního m.p. je obvyklé mnohem detailnější a tím i obsáhlejší nastavení jediného kanálu, zvoleného příslušným tlačítkem. Aby nedošlo ke zmatku v souvislosti s přepínáním kanálů, bývá dobrým zvykem nějaká indikace stavů (motorizované fadery, LED prstence u rotačních koderů, pomocné LCD displaye a další).
Stále častěji však bývá klasické uspořádání doplněno či zcela nahrazeno jinými prvky nejrůznějšího typu a provedení.
- dotykové displaye - buďto vestavěná součást anebo tablet/smartphone připojený obvykle pomocí WiFi. Objevují se dokonce zařízení, kde takové ovládání je jedinou možností.
- klávesnice a myš - u větších (resp. složitějších) pultů je možné připojit počítačové ovládání. Někdy také nějaká obdoba klávesnice a/nebo myši bývá přímo vestavěna.
- nahrávání a playback - u některých modelů bývají možnosti vícestopého nahrávání a playbacku velice úzce integrované do ovládání.

Není výjimkou, když některý ovládací prvek slouží k různým účelům podle zvoleného režimu. Nejčastěji se takto mění funkce motorizovaných faderů - kromě výsledné hlasitosti jednotlivých kanálů se často používají i k nastavení pomocných AUX výstupů a dalších aspektů. Anebo také řada faderů může posloužit jako grafický ekvalizér.

### Vstupy a výstupy
Jedním ze zásadních rozdílů oproti analogovému m.p. je nesrovnatelně větší kapacita vstupních a výstupních kanálů (vztaženo k fyzickým rozměrům daného mixu). Vstupy a výstupy mohou být jak analogové (v takovém případě jsou vybaveny předzesilovači a převodníky), tak také digitální (v nejrůznějším formátu: AES/EBU, S/PDIF, ADAT, a další). S výjimkou těch nejjednodušších modelů, digitální mixpulty umožňují připojení jednoho či několika rozšířujících rozhraní různého typu. Není výjimkou systém o několika stovkách vstupů a výstupů.

### Routing
S narůstajícím množstvím vstupů, výstupů a mnoha typů vnitřních signálových propojení vzniká potřeba přizpůsobení individuálním potřebám. Jednotlivé vstupy a výstupy nemusí tedy nutně odpovídat jednotlivým kanálům ovládací konzole - je možné je přiřadit podle potřeby.
Typickým příkladem budiž střídání kapel na festivalech - další kapela může být fyzicky připojena k jiné sadě vstupů, přesto zvukař po vyvolání nastavení používá stejné ovládací prvky, jako u kapely předchozí.

### Efektové procesory
Efektovým procesorem se rozumí vše od dozvukových jednotek přes dynamické procesory až po nejrůznější modulační a další efekty, které u analogových m.p. musí být v provedení samostatných přístrojů, či přesněji: míra integrace je zanedbatelná ve srovnání s možnostmi dig.m.p.
Vzhledem k tomu, že dig.m.p. je vlastně počítačem o poměrně velkém výkonu, bývají z velké části různé efektové procesory pouze v softwarovém provedení, což v dnešní době často poskytuje uspokojivé výsledky. Nicméně u některých druhů (typicky např.: dozvukové jednotky) bývá dosaženo lepší kvality při použití hardwarového provedení. V takovémto případě jsou efektové procesory buďto zabudované v mixpultu nebo je možné je přidat formou rozšiřujících karet. Je běžná mezifiremní spolupráce, kdy součástí přístroje jedné značky bývají hardwarové procesory jiných renomovaných výrobců.
Pochopitelně hardwarové verze se mnohem více projeví i na výsledné ceně přístroje, proto návrhy jednotlivých modelů toto zohledňují.

## Druhy digitálních mixážních pultů
Digitální mixpulty není možné vždy striktně rozdělit do kategorii či druhů - některé modely mohou být na pomezí či zcela se vymykat roztřídění. Přesto existuje několik základních konceptů.

### AiO - vše v jednom
Nejjednodušším provedením je jediný přístroj, který po vzoru analogového mixpultu disponuje v základu vším, co je potřeba pro jeho funkci. Obvykle tedy na horním panelu má ovládání a na zadní straně jisté množství konektorů pro vstupy a výstupy. Běžné jsou modely, které umožňují rozšíření pomocí přídavného rozhraní se vstupy a výstupy. Anebo také je stále více populární možnost doplňkového či alternativního ovládání pomocí tabletu s WiFi.

### StageBox a konzole
U větších a složitějších systémů, kde už není možné ani pohodlné integrovat vše do jediného šasi, jsou možné v podstatě tři varianty:
- mix v ovládací konzoli, vstupy a výstupy na samostatném stageboxu - tedy princip nejbližší konceptu AiO
- mix ve stageboxu, samostatná či volitelná konzole - mezi výhody patří např., že po odpojení ovládání nedojde k přerušení funkce mixu.
- mix samostatně v dedikovaném šasi, samostatná konzole a větší množství samostatných vstupních a výstupních rozhraní - takové systémy patří k nejsložitějším, používají se např. v televizních studiích a pod.

### DAW -digital audio workstation
Nejedná se o mixážní pult v pravém slova smyslu, ale o software nainstalovaný na běžném osobním počítači. Po připojení rozhraní (zvukové karty) se vstupy a výstupy, je možné pracovat jako s mixážním pultem. Kromě ovládání pomocí klávesnice a myši je možné připojit také ovládací konzole a nepřeberné množství různých kontrolerů.
Programy DAW byly a jsou vyvíjeny především pro studiovou práci, tedy základem je vícestopý záznam a playback (a také velké množství dalších specifických funkcí).